# Camponotus extensus
Camponotus extensus é uma espécie de inseto do gênero Camponotus, pertencente à família Formicidae.